# Vivi con rabbia
Vivi con rabbia (Studs Lonigan) è un film drammatico del 1960 diretto da Irving Lerner e basato sul ciclo di romanzi Studs Lonigan di James T. Farrell, da cui è stata tratta anche una miniserie televisiva in tre episodi del 1979.

## Trama
Studs è un giovane di origini irlandesi che tenta di uscire dal ghetto della povertà della Chicago degli anni venti insieme con i suoi tre amici più cari.

## Critica
In una recensione del 15 dicembre 1960, Howard Thompson del New York Times lo valuta come "un film molto buono, in un certo senso ottimo. (...) Il dramma avvincente e introspettivo di un giovanotto di Chicago in cerca di se stesso".